# Gurken
Gurken är en sjö i Umeå kommun i Västerbotten och ingår i Sävarån-Tavelåns kustområde. Sjön har en area på 7,81 hektar och ligger 7,2 meter över havet.

## Delavrinningsområde
Gurken ingår i det delavrinningsområde (708402-172842) som SMHI kallar för Utloppet av Gurken. Medelhöjden är 18 meter över havet och ytan är 2,01 kvadratkilometer. Det finns inga avrinningsområden uppströms utan avrinningsområdet är högsta punkten. Avrinningsområdets utflöde mynnar i havet. Avrinningsområdet består mestadels av skog (93 procent). Avrinningsområdet har 0,07 kvadratkilometer vattenytor vilket ger det en sjöprocent på 3,7 procent.